# Elizabeth T. Spira

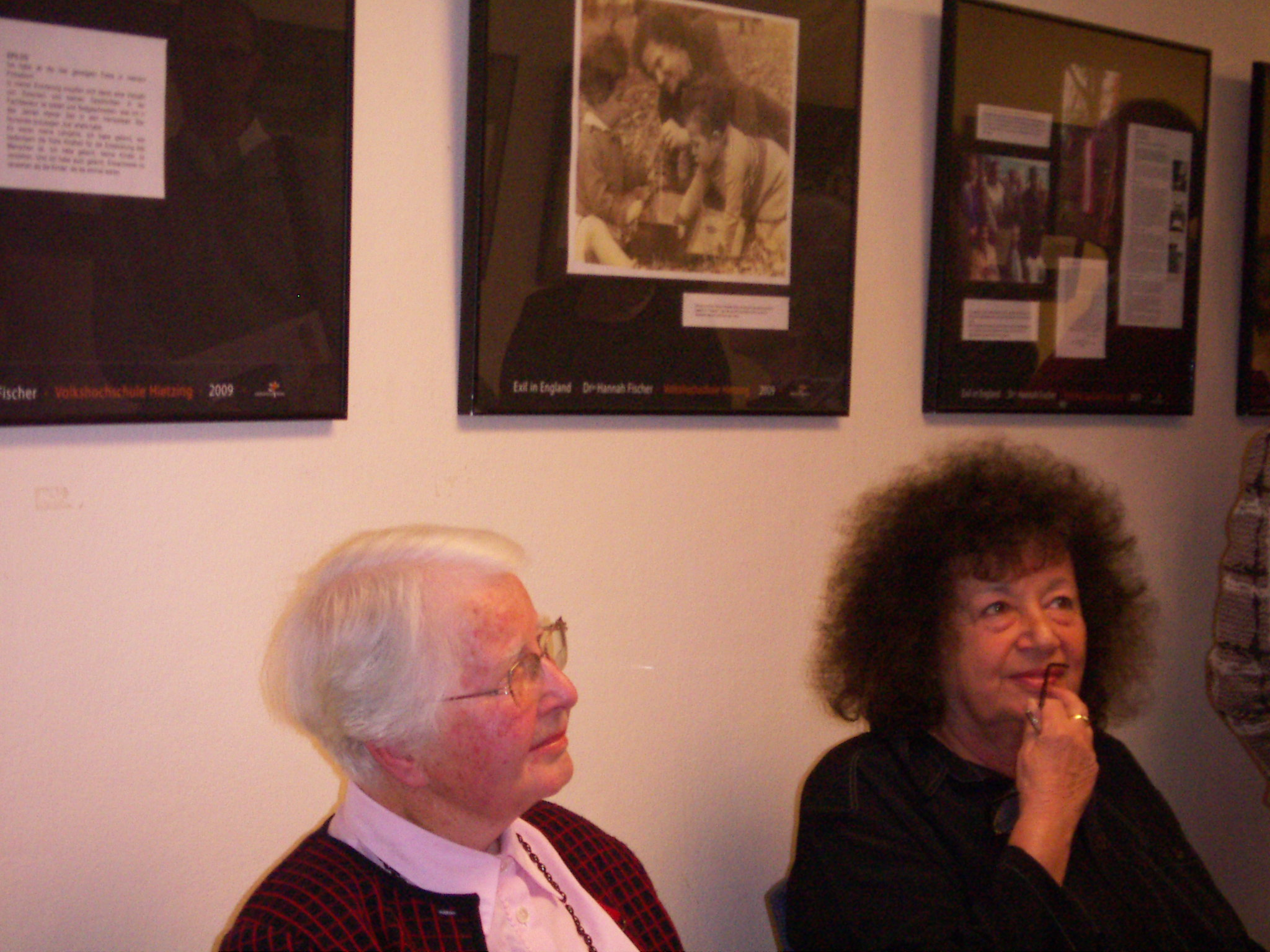
Elizabeth T. Spira (rechts) mit Hannah Fischer, 2009 in der Volkshochschule Hietzing

Elizabeth Toni Spira (* 24. Dezember 1942 in Glasgow, Schottland, Vereinigtes Königreich; † 9. März 2019 in Wien) war eine österreichische Fernsehjournalistin. Als Produzentin und Moderatorin der Dokumentarfilm-Reihe Alltagsgeschichte und der Sendung Liebesg’schichten und Heiratssachen für den öffentlich-rechtlichen Sender ORF erreichte sie ab den späten 1980er-Jahren in Österreich große Popularität.

## Leben
Spira wurde 1942 als Tochter der österreichischen Emigranten Eva Spira geb. Zerner und Leopold Spira im schottischen Glasgow geboren. Der Vater war zuvor als Teilnehmer am Spanischen Bürgerkrieg in Frankreich und England zeitweilig als „Feindlicher Ausländer“ interniert und als Jude und Kommunist in Österreich in der Zeit des Nationalsozialismus mehrfach mit dem Tod bedroht worden. Im britischen Exil hatte er 1940 seine Lebensgefährtin geheiratet.
1946 kehrte das Ehepaar Spira mit den Töchtern Elizabeth und Margaret nach Wien zurück, wo Elizabeth T. Spira die Volksschule und danach das Gymnasium Stubenbastei besuchte. Anschließend begann sie – nach einem kurzen Intermezzo an der Hochschule für Welthandel – ein Studium der Publizistik an der Universität Wien, das sie mit dem Doktorgrad abschloss.
1972 begann Spira ihre journalistische Laufbahn beim österreichischen Wochenmagazin profil. 1973 wechselte sie als TV-Redakteurin zum ORF, wo sie von 1974 bis 1984 dem Redaktionsteam der Dokumentarfilm-Reihe teleobjektiv angehörte und unter anderem mit Robert Dornhelm zusammenarbeitete. Den verantwortlichen Leiter der Sendung, Claus Gatterer, bezeichnete Spira mehrfach als ihren wichtigsten journalistischen Lehrmeister.
Nach Einstellung der Sendung teleobjektiv schuf Spira 1985 mit der Dokumentarfilmreihe Alltagsgeschichte ihr eigenes Sendeformat, das sie bis 2006 fortsetzte. 1997 startete sie die Liebesg’schichten und Heiratssachen. Diese verzeichneten generationsübergreifend bis in die Gegenwart relativ hohe Zuschauerquoten. Charakteristisch für diese Sendung war, dass für jede Sendung ein halbes Dutzend sehr unterschiedlicher Personen ausgewählt wurden. Ein Drehteam des Senders fuhr zu jedem Ausgewählten und drehte an dessen Wohnort ein Kurzfeature über ihn oder sie. Anders als bei manchen anderen „Kuppelsendungen“ wurde also keine Billigproduktion geliefert.
Im Sommer 2018 wurde die 22. Staffel der Liebesg’schichten und Heiratssachen ausgestrahlt.
Im März 2018 wurde nach einer Aussage Spiras gegenüber der Kleinen Zeitung in vielen Medien berichtet, dass dies die letzte Staffel sein werde.
Bald danach schloss Spira aber eine Fortsetzung über 2018 hinaus wieder nicht mehr aus. Dies hänge auch von ihrem Gesundheitszustand ab.
Spira war 37 Jahre lang mit dem ehemaligen Burgschauspieler Hermann Schmid verheiratet (sie haben miteinander eine Adoptivtochter Hannah (* 1980)) und lebte die meiste Zeit ihres Lebens in Wien. Sie bevorzugte viele Jahre lang aus rein geschmacklichen Gründen, sich vornehmlich in schwarzer Kleidung in die Öffentlichkeit zu begeben.
In der Nacht auf den 9. März 2019 verstarb Spira nach langer Krankheit im Alter von 76 Jahren in Wien, wie ihre Familie bestätigte. Als einst starke Raucherin litt sie an einer chronisch obstruktiven Lungenerkrankung (COPD).
Ihr Lebenswerk wurde von hochrangigen österreichischen Politikern aller Parteien, allen voran von Bundespräsident Van der Bellen, gewürdigt, der sie als „große Chronistin der heimischen Gesellschaft und der einzelnen Menschen“ bezeichnete. Spira habe „einen schonungslosen Blick auf die österreichische Wirklichkeit, der immer von Respekt geprägt war“, gehabt.

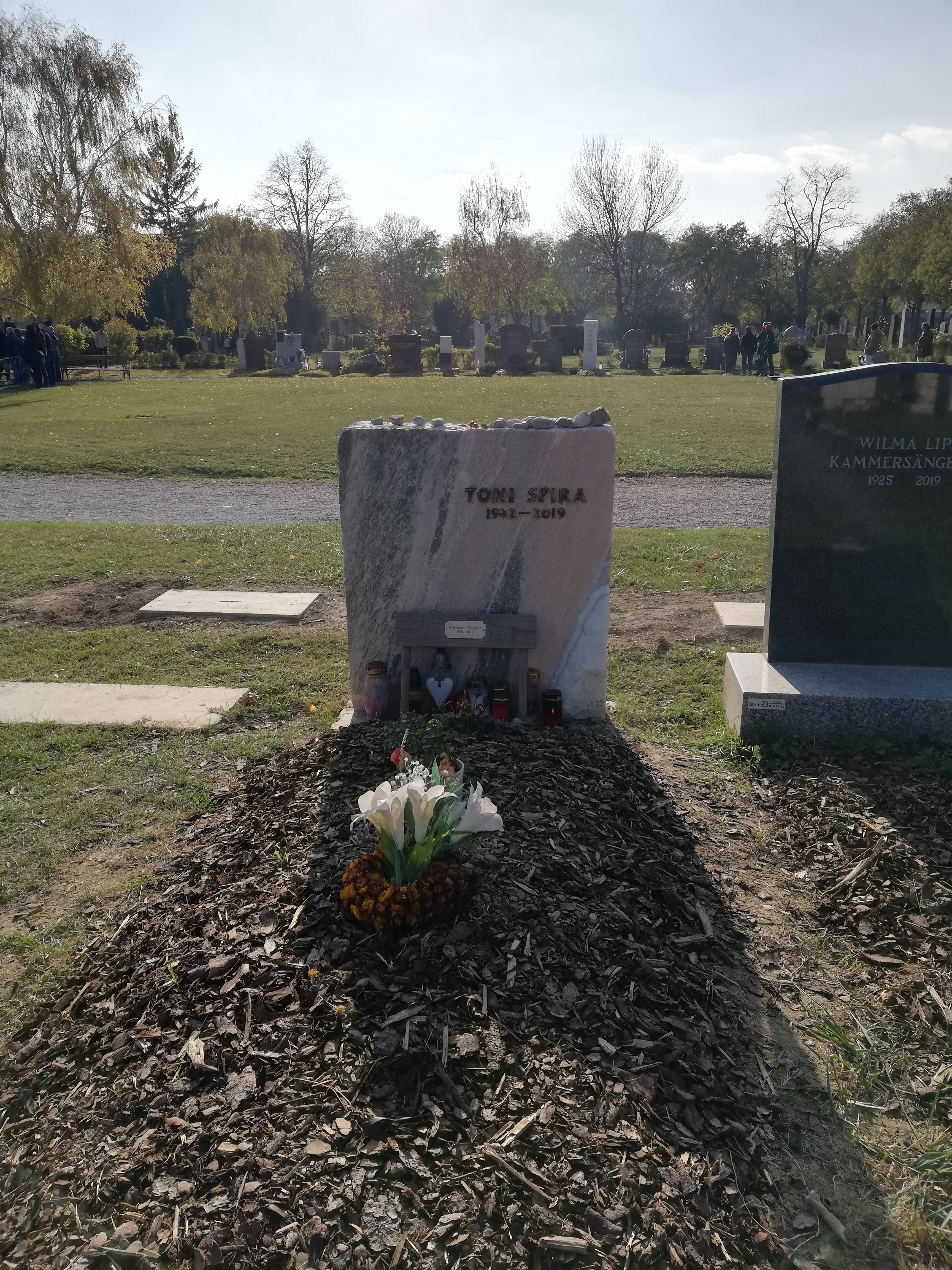
Grab von Elizabeth T. Spira am Wiener Zentralfriedhof, daneben jenes von Wilma Lipp

Sie wurde am 22. März 2019 in einem Ehrengrab der Stadt Wien auf dem Wiener Zentralfriedhof in dem Ehrenhain Gruppe 40, Nr. 205 beigesetzt.

## Auszeichnungen
- 1975 – Dr.-Karl-Renner-Publizistikpreis (mit Claus Gatterer, Robert Dornhelm, Peter Huemer und Gerhard Hierzer für das TV-Magazin teleobjektiv)
- 1983 – Fernsehpreis der Österreichischen Volksbildung für den Dokumentarfilm Der Archipel Mauthausen
- 1987 – Fernsehpreis der Österreichischen Volksbildung für den Film Auf der Walz
- 1989 – Gerhard-Freund-Ring für die Reihe Alltagsgeschichte
- 1991 – Österreichischer Staatspreis für Kulturpublizistik für Alltagsgeschichte
- 1992 – Fernsehpreis der Österreichischen Erwachsenenbildung für den Film Die verflixten Nachbarn
- 1992 – Goldene Romy
- 1994 – Johann-Nestroy-Ring
- 1995 – Preis der Stadt Wien für Publizistik[18]
- 2013 – Romy für Liebesg’schichten und Heiratssachen
- 2018 – Lessing-Preis für Kritik[19]